# Le Disgracié
Le Disgracié (en russe : Кюхля) est un roman historique écrit par l'écrivain soviétique Iouri Tynianov en 1925.
Le roman décrit la vie du poète russe Wilhelm Küchelbecker, ami d'Alexandre Pouchkine, participant à l'insurrection décabriste du 14 décembre 1825 (26 décembre dans le calendrier grégorien) et condamné à de nombreuses années de forteresse pour cela.
Le titre original du roman (Кюхля) est le surnom que Pouchkine avait donné à son ami du lycée de Tsarskoïe Selo dans les années 1810 : Küchelbecker avait la réputation d'être naïf et maladroit.